# Пентанептунат(VI) цезия
Пентанептунат(VI) цезия — неорганическое соединение,
комплексный оксид нептуния и цезия
с формулой Cs4Np5O17,
кристаллы.

## Получение
- Разложение при нагревании смеси нитратов цезия и нептуния.

## Физические свойства
Пентанептунат(VI) цезия образует кристаллы
ромбической сингонии,
пространственная группа P bcn,
параметры ячейки a = 1,864 нм, b = 0,7023 нм, c = 1,486 нм.